# We’re on the Road to D’ohwhere
We’re on the Road to D’ohwhere (укр. Наша дорога чортзна-куди) — 367-а серія мультсеріалу «Сімпсони», та одинадцята серія 17-го сезону. У США ця серія з'явилася 30 січня 2006 року на телеканалі Fox.

## Сюжет
Барт і Мілгаус крадуть ключ від дверей в комунікаційні тунелі і прокрадається туди, щоб відкрутити один з парових вентилів, в результаті якого пар руйнує будівлю школи. В покарання, Директор Скіннер відправляє Барта в найсуворіший виправний табір «Рух Вгору» в Орегоні. Тим часом, Мо розповідає Гомеру, Ленні, Карлу і Барні про невдалу спробу суїциду, в результаті якої він подав до суду на виробника мотузок, відсудив у нього багато грошей і нову мотузку. За ці гроші, Мо вирішує поїхати з друзями в Лас-Вегас, а Гомер, замість того, щоб їхати туди, змушений супроводжувати Барта в виправний табір «Рух Вгору».
Гомер направляється в аеропорт, щоб купити квиток до Портленда, але касирка відмовляє йому в продажу квитка, так як Барт знаходиться в чорному списку. Гомер не повірив в це, але касирка пояснила йому, що Барт знаходиться в чорному списку через те, що коли він в останній раз летів без супроводу з Міннеаполіса до Атланти, він всупереч вказівки пілоту відстебнув ремені безпеки до повної посадки літака. В результаті порушення всім пасажирам довелося летіти назад в Міннеаполіс. Барт подумав, що відмазатися від поїздки до виправного табору, але Гомер все одно вирішує відвезти його на своїй машині. Тим часом, Мардж разом з Лісою, скориставшись моментом від'їзду Гомера і Барта, розпродають «старі речі хлопчиків».
Під час поїздки, Гомер злиться на Барта через те, що він не поїхав в Лас-Вегас. Трохи пізніше, Гомер і Барт зупиняються в придорожньому кафе «У Скобо-», де Гомер замовляє на сніданок яєчню з беконом нагадує людське обличчя. Барт в цей час відлучається в туалет і ховається в ньому. Після того, як Гомер з'їв сніданок, він почав шукати Барта в туалеті, який звідти хитро збігає через вікно і повернувшись в кафе, повідомляє бармену, що якийсь «відвідувач» вирішує втекти з кафе не заплативши за їжу. Ним виявився Гомер, якого бармен б'є сковородою по дупі, а Барт сам же збігає. Тим же часом, Мардж і Ліза продовжують дворову розпродаж. Доходить до повного провалу, поки Отто не впізнав, що купив у Мардж прострочені знеболюючі таблетки по сімейним рецептом. Пізніше, Гомер, відвернувшись через Барта, який представився моряком і хотів дістатися додому на Різдво автостопом, врізається в дорожню огорожу і ледь не падає в обрив. Барт неохоче намагається допомогти Гомеру і рятує його. Джимбо стукає в будинок Сімпсонів, щоб купити у Мардж ще таблеток, а та відмовляється йому продавати, грюкнувши дверима. Відразу ж в двері постукав шеф Віггам, який заарештовує Мардж за незаконний розпродаж. Гомер якраз приїжджає до виправного табору і відправляє туди Барта, де з таких хуліганів як він, перетворять в маминого синочка. Гомер їде в Лас-Вегас по шляху збивши будинок, в якому народився Метт Гроунінг. По дорозі в Лас-Вегас, Гомер починає відчувати себе винуватим в тому, що здав Барта до виправного табору і вирішує його звідти забрати. Тим часом, Барт за три години ретельно насолоджувався своїм перебуванням в таборі, і починає розуміти, що йому не треба знущатися, щоб йому було добре і прислухатися до ніжних ритмів природи. Гомер в'їжджає в табір, збивши «тупого коняку» і просить Барта змити кров з лобового скла для того, щоб відвезти Барта в Лас-Вегас, як він обіцяв раніше.
Ліса повертається додому зі школи і отримує два телефонні повідомлення: перше - Мардж терміново вимагає заставу в 10 000 доларів; друге - Гомер і Барт сидять в окружній в'язниці Невади, посварившись з мерзенним розпорядником казино. Ліса розповідає Меггі, що вона очікувала той день, коли вони залишаться вдвох вдома, а вона буде шукати роботу вранці. В кінцевому підсумку, Ліса і Меггі залишаються одні, бо інші Сімпсони - у в'язниці.